# Petite Histoire des colonies françaises
Petite Histoire des colonies françaises est une série de bande dessinée française créée par Grégory Jarry et Otto T., éditée en album de 2006 à 2011 et publiée par les éditions FLBLB.
Le premier tome a gagné le prix Tournesol au Festival d'Angoulême 2007.

## Description

### Synopsis
Petite Histoire des colonies françaises passe en revue toute l'histoire de la colonisation française, de la décolonisation et de la Françafrique, sous oublier de détail historique ou politique. À travers de nombreux faits et anecdotes, Grégory Jarry et Otto T. font vivre cinq siècles de « l'œuvre coloniale » française.

### Personnages
Dans les trois premiers tomes, l'histoire coloniale française est narrée par Charles de Gaulle, portant étonnamment une barbe... À partir du quatrième tome, un François Mitterrand tout aussi barbu prend le relais pour raconter l'action néocoloniale de la France envers ses anciennes colonies d'Afrique, puis il fait l'historique des vagues migratoires qui ont contribué à peupler la métropole.
Tout au long des cinq tomes, de nombreuses personnalités politiques et historiques d'hier et d'aujourd'hui, aussi bien françaises qu'étrangères, aussi bien célèbres qu'inconnues, font leur apparition. On peut aussi noter l'apparition de nombreux peuples et nationalités des cinq continents.

## Genèse de l'œuvre
Les auteurs, mécontents des déclarations sur « le rôle positif de la colonisation », choisissent de publier d'abord La petite histoire du grand Texas en 2005 afin de traiter du colonialisme. Ils approfondissent ce sujet dans cette série sur les colonies françaises, où les méfaits du colonialisme sont traités sous un angle humoristique.

## Analyse
Les deux auteurs racontent l'histoire de la colonisation avec un ton très critique empreint d'ironie et d'humour cinglants. 
L'objectif de cette série est de démystifier l'histoire coloniale de la France,. Comme l'histoire est racontée du point de vue des esclavagistes, le style d'écriture est ancré dans le racisme colonial que les auteurs dénoncent : par exemple, les peuples autochtones de l'Amérique du Nord sont invariablement appelés « indiens » et parlent en pidgin stéréotypé (« Ça, wien du tout ! Ça scowbut ! »).

## Albums
- Tome 1 : L'Amérique française (2006)

Résumé : Dans cet album, Grégory Jarry et Otto T. racontent l'histoire de la colonisation des Amériques, depuis la découverte du Canada au XVIe siècle jusqu'à l'indépendance d'Haïti en 1804.
- Tome 2 : L'Empire (2007)

Résumé : Dans ce second album est évoquée la constitution de l'Empire colonial français dans les continents africain, asiatique et océanique, de la conquête de l'Algérie en 1830 à la Première Guerre mondiale.
- Tome 3 : La Décolonisation (2009)

Résumé : Comment la France, empire colonial de 12 millions de km2 en 1914, est-elle devenue un pays comme les autres à la fin des années 1960 ? Le Général de Gaulle explique ce phénomène qu'on nomme décolonisation.
- Tome 4 : La Françafrique (2011)

Résumé : Les deux auteurs s'attaquent avec vigueur à la Françafrique. On retrouve de nombreuses personnalités politiques actuelles de la France et de l'Afrique, ainsi que des acteurs de la Françafrique tels Jacques Foccart et Bob Denard.
- Tome 5 : Les immigrés (2012)

Résumé : Comment la France est-elle devenue un pays d'immigration ? Ce dernier tome montre que l'envers de la colonisation, en retraçant l'histoire des vagues migratoires qui ont peuplé la France depuis les débuts de la révolution industrielle. 
- Petite histoire des colonies françaises, édition intégrale (2014), préface de Catherine Coquery-Vidrovitch.

## Publication
- 1 L'Amérique française, Éditions FLBLB,  (ISBN 2-914553-50-1), mai 2006
Scénario : Grégory Jarry - Dessin : Otto T. - Couleurs : Guillaume Heurtault
- 2 L'Empire, Éditions FLBLB,  (ISBN 978-2-914553-63-6), octobre 2007
Scénario : Grégory Jarry - Dessin : Otto T. - Couleurs : Guillaume Heurtault et Thomas Tudoux
- 3 La Décolonisation, Éditions FLBLB,  (ISBN 978-2-914553-66-7), octobre 2009
Scénario : Grégory Jarry - Dessin : Otto T. - Couleurs : Lucie Castel et Guillaume Heurtault
- 4 La Françafrique, Éditions FLBLB,  (ISBN 978-2-357-61024-8), janvier 2011
Scénario : Grégory Jarry - Dessin : Otto T. - Couleurs : Léo Louis-Honoré, Lucie Castel, Robin Cousin
- 5 Les Immigrés, Éditions FLBLB,  (ISBN 978-2-357-61042-2), octobre 2012
Scénario : Grégory Jarry - Dessin : Otto T. - Couleurs : Lucie Castel
- INT. Édition intégrale, Éditions FLBLB,  (ISBN 978-2-357-61075-0), octobre 2014
Scénario : Grégory Jarry - Dessin : Otto T. - Couleurs : Collectif

## Accueil critique
Le premier tome a gagné le prix Tournesol au Festival d'Angoulême 2007.
Dans le sillage de l'œuvre, des expositions sur la série ont lieu à la Cité internationale de la bande dessinée et de l'image, à Angoulême en 2011 puis, en 2012, à Poitiers et à Limoges.
En octobre 2017, les ventes de la série s'élevaient à 70 000 exemplaires.